# Conte di Balcarres
Conte di Balcarres fu un titolo nobiliare creato nella Parìa di Scozia nel 1651 per Alexander Lindsay, II lord Balcarres.
Nel gennaio del 1808, l'antica contea di Crawford retta da un ramo della famiglia Lindsay, divenne dormiente dal momento che nessuno poteva provare di aspirare al titolo. Nel 1843, James Lindsay, VII conte di Balcarres presentò una richiesta sulla base delle ricerche attuate dal suo figlio primogenito Alexander. Nel 1848 la Camera dei Lords gli permise di accedere a questa richiesta e pertanto venne stabilito che il padre del VII conte, il VI conte, era il legittimo successore anche alla contea di Crawford (pur non avendone questi fatto richiesta quando era in vita). Il VI conte di Balcarres venne quindi dichiarato postumo anche XXIII conte di Crawford, e suo figlio, il VII conte di Balcarres, divenne poi di fatto il XXIV conte di Crawford. I due titoli sono poi rimasti uniti sino ai giorni nostri. La sede della famiglia si trova a Balcarres House a Fife.

## Lords Balcarres (1633)
- David Lindsay, I lord Balcarres (1587–1642)
- Alexander Lindsay, II lord Balcarres (1618–1659), conte di Balcarres nel 1651

## Conti di Balcarres (1651)
- Alexander Lindsay, I conte di Balcarres (1618–1659) (Anna Mackenzie, contessa di Belcarres)[1]
- Charles Lindsay, II conte di Balcarres (1650–1662)
- Colin Lindsay, III conte di Balcarres (1652–1722)
- Alexander Lindsay, IV conte di Balcarres (d. 1736)
- James Lindsay, V conte di Balcarres (1691–1768)
- Alexander Lindsay, VI conte di Balcarres (1752–1825), dichiarato postumo XXIII conte di Crawford nel 1848.
- James Lindsay, VII conte di Balcarres (1783–1869), dichiarato XXIV conte di Crawford nel 1848

Vedi Conte di Crawford per i successivi conti di Balcarres